# Windhoek

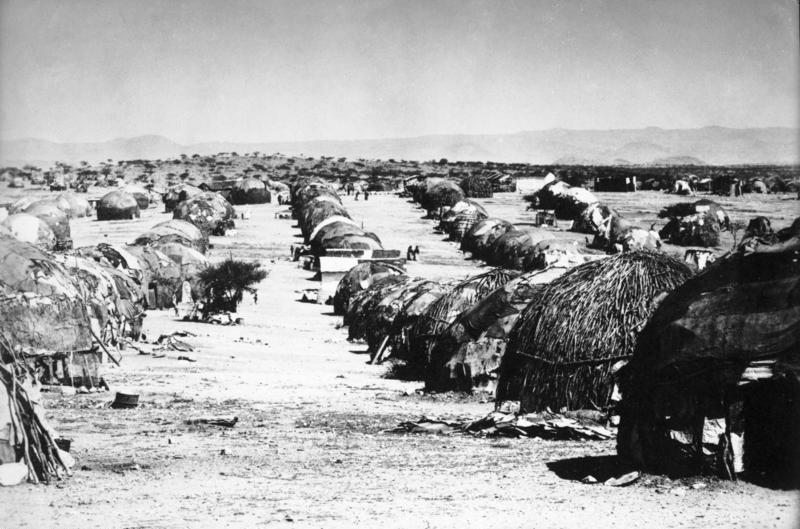
Windhoek, tidigt 1900-tal.

Windhoek (på afrikaans: [ˈvəntɦuk]; nama: ǀAi-ǁGams; herero: Otjomuise; tyska: Windhuk) är huvudstad och största stad i Namibia, belägen i centrala delen av landet. Staden hade 486 169 invånare vid folkräkningen 2023.

## Historia
Windhoek var ursprungligen basen för en namaquahövding, som besegrade hereroinvånarna i regionen på 1800-talet. Tyskland ockuperade regionen 1885, och den blev ett kolonialt säte 1892, som huvudstad över kolonin Tyska Sydvästafrika. Under första världskriget ockuperades tyska Windhuk av sydafrikanska styrkor. 

## Ekonomi
Stadens ekonomi domineras av lätt industri, handel och offentlig verksamhet.

## Stadsdelar
Stadsdelar i dagens Windhoek:
Wanaheda, Katutura, Babylon, Soweto, Havana, Onditotela, Eros, Ludwigsdorf, Pioneers Park, Windhoek West, Klein Windhoek.

## Borgmästare
- Abraham Bernard May, 1988–1991
- Petra Hamman, 1991–1992
- Matheus Shikongo, 1993–1994
- Vivienne Graig-McLaren, 1994–1995
- Björn von Finckenstein, 1995–1998
- Immanuel Ngatjizeko, 1999–2000
- Matheus Shikongo, 2000–2010
- Elaine Trepper, 2010–2012
- Agnes Kafula, 26 november 2012–1 december 2014
- Muesee Kazapua, 1 december 2014–2 december 2019
- Fransina Kahungu, 2 december 2019–2 december 2020
- Job Amupanda, 2 december 2020–1 december 2021
- Sade Gawanas, 1 december 2021–

Denna lista hämtas från Wikidata. Informationen kan ändras där.

## Vänorter
- Lephalale
- Wetzlar
- Trossingen (1997)
- Berlin (2000)
- Havanna (2001)
- Harare
- Richmond, Virginia
- Bremen (2001)
- Shanghai